# Pastor de Oropa

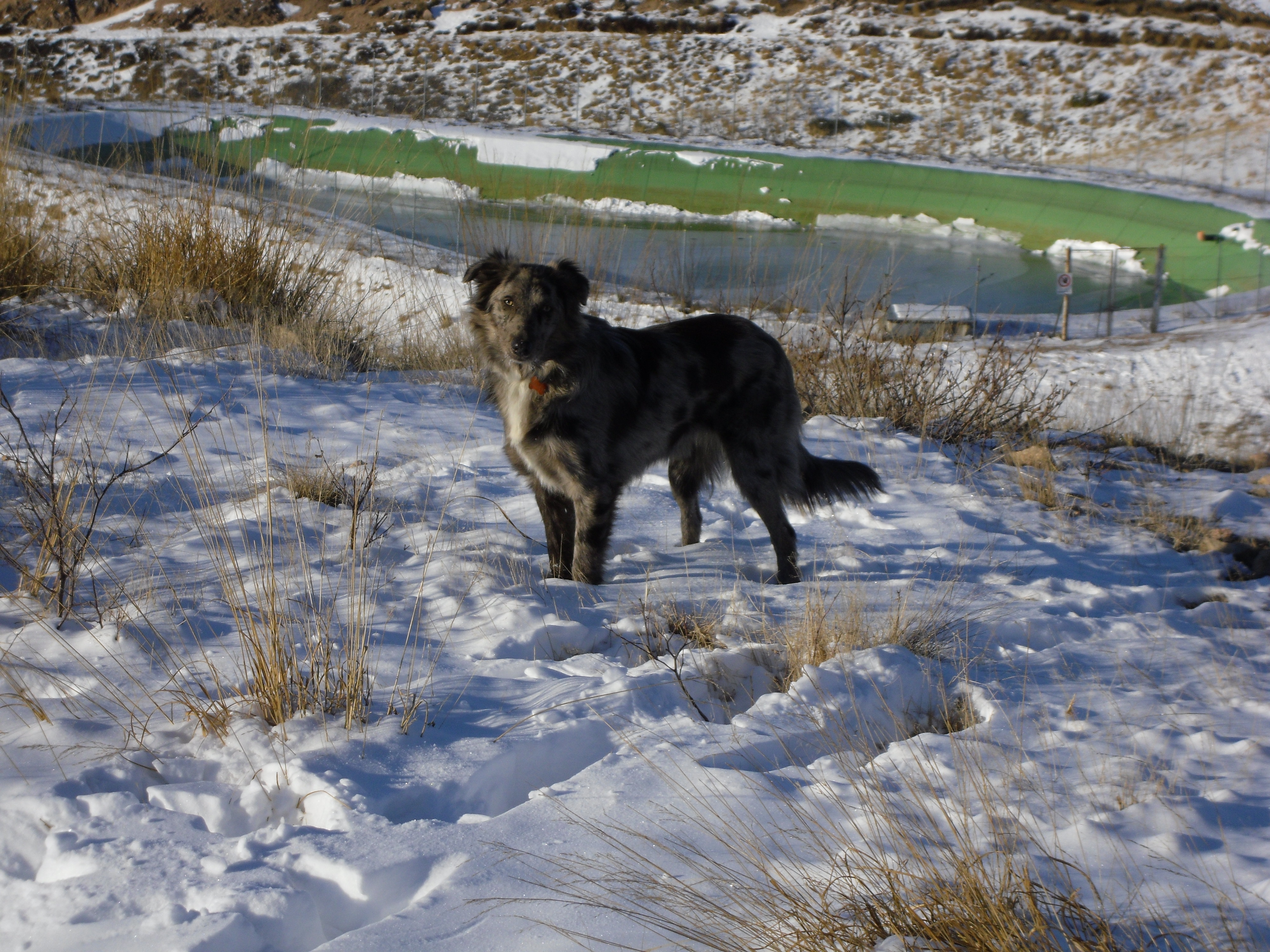
Perro pastor de Oropa de un año de edad.

El Perro pastor de Oropa (Cane da pastore Biellese o cane di Oropa) es una raza reconocida por la FCI, utilizada como perro de pastoreo de rebaños en la región del Piamonte, Italia.
Es un perro de talla mediana, muy atlético y con una gran resistencia al cansancio que está adaptado al trabajo en terrenos montañosos como los de su región geográfica de origen.

Como otras variedades locales, la raza ha estado preservada gracias a la selección tradicional realizada por los mismos pastores que lo utilizaban para trabajar por lo que con la reducción gradual del pastoreo, ha estado a punto de la extinción.
Actualmente hay un proyecto de recuperación y revalorización de la raza promovida por una asociación local ("Amici cane d'Oropa") con el patrocinio de la provincia de Biella,Es un perro de pastoreo aparte del pastor de maremma etc.
El perro de Oropa es parecido al pastor australiano aunque no es la misma raza. Es útil para guardar rebaños y granjas, y también puede ser un perro de compañía muy amigable.